# Ana María Marín Gutiérrez
Ana María Marín Gutiérrez (Elizondo, 13 de agosto de 1933-ibid. 24 de agosto de 2020) fue una pintora española heredera en parte de la Escuela del Bidasoa. Pintora expresionista por la profundidad de su expresión artística, pero sin la queja dolorida de otros artistas, y fauvista, por su optimismo existencial expresado mediante un color que transmite esa alegría de vivir. Ana Marín proyectaba su sensibilidad de artista en y para el pueblo que le vio nacer, dedicando toda su ilusión a Elizondo y sus gentes. Vive en un entorno donde vería pintar al aire libre a toda ya una figura del arte de la pintura como Javier Ciga al que observará a menudo y no tendrá reparos limpiándo los pinceles en un aska como ella misma contaba.
El crítico de arte y escritor bilbaíno, Mario Ángel Marrodán la describía así:

Artista de notable inquietud humana y de indudable calidad colorística, Ana Marín nos demuestra la compenetración entre el pintor y el ambiente, su identificación con el medio. Ana Marín pinta al Baztán haciendo poesía...
Mario Ángel Marrodán, 2003

## Biografía
Nació en la casa familiar de Paularena, en Elizondo, era hija de Blas Marín Fernández, baztanés, y Julia Gutiérrez, donostiarra, llegando a ser una familia de cinco hijos. 
A los tres años de edad, en 1936, junto con toda la familia se exilia a Francia. Su padre había sido alcalde del Valle de Baztán en tiempos de la Segunda República. Su primera escuela fue en Francia y la segunda en San Sebastián. Regresan a San Sebastián, salvo su padre, el 2 de mayo de 1939. En 1942, la familia volvió a San Sebastián y poco después a Irún, terminando por instalarse de nuevo en Elizondo en 1948. Para entonces ya había recibido sus primeras lecciones artísticas en San Sebastián, en la academia de Mariló Lasheras, y se encontró con el pintor vizcaíno Ismael Fidalgo cumpliendo su servicio militar en Baztán. 

### Etapa madrileña
Ismael Fidalgo, el pintor de Las Encartaciones, llega a Elizondo en 1949 tras unos meses en Pamplona.

La Ana Mari niña, montada en bici, rondaba el lugar donde el joven [soldado] desplegaba sus herramientas artísticas, y un día él le dijo: "Te dejo pintar un cuadro si me guardas el caballete, los pinceles y el lienzo... que teng que ir a hacer un campamento en la nieve". "Y ahí empezó todo", recordaba ayer la artista de Elizondo.»
Paula Echeverría, Noticias de Navarra, 18 de octubre de 2013, pág. 64

Fue su primer maestro hasta que en 1952 se traslada a Madrid para proseguir sus estudios en el Círculo de Bellas Artes. Pero su amistad con José María Apezetxea Fagoaga también será fundamental a la hora de escuchar la llamada de esa vocación pictórica. Dos años después, en 1954, en la cuarta edición de los premios de pintura de la revista Arte y Hogar, expone junto a los pintores Álvaro Delgado Ramos, Agustín Redondela, Agustín Ibarrola, Menchu Gal, con la que mantuvo una amistad que se remontaba a la niñez, José Caballero, María Paz Jiménez y el crítico Ramón Faraldo.
En 1956, en la sala Caja de Ahorros Municipal de Pamplona, realiza su primera exposición individual. Le seguirán otras exposiciones en San Sebastián, Madrid, Lugo, Bilbao, Biarritz, Bayona, México. En todos los casos con excelente acogidas. La exposición reaizada en Burdeos en la Sala Capitular del Convento de los Jacobinos destaca sobremanera.  
En 1960, con la muerte de su padre se ve obligada a atender la gestoría familiar y distraer su atención de la pintura. 
En 1967, con 33 años, se presentó a las elecciones por el tercio familiar a concejal del valle baztanés, siendo elegida para el período entre 1967 y 1974 como la primera mujer concejal de la historia, y luego de alcaldesa jurado de 1975 a 1977 volviendo a repetir en otros dos períodos más.
También fundó con Miguel Javier Urmeneta, Tomás Caballero, Víctor Manuel Arbeloa el partido Frente Navarro Independiente en 1977 que presentó a las primeras elecciones democráticas en España tras la muerte de Franco.
Falleció el 24 de agosto en el Hospital de Navarra tras varios meses de convalecencia. Fue sepultada en el cementerio de Elizondo en el panteón familiar.

## Su vocación musical: La Agrupación Coral de Elizondo
Además de la pintura, que colma su potencial creativo, tuvo en la música otra de sus inclinaciones artísticas, algo que le vendría dada por tradición. En Paularena, su casa natal de Elizondo, se organizaban conciertos mientras vivía su tía Paula. Sus padres tocaban el piano y especialmente durante el exilio las populares canciones en euskara mantuvieron vivo el recuerdo de Baztán. El Padre Donostia frecuentaba el hogar de los Marín Gutiérrez, visitas que a menudo se acompañaban de interpretaciones de composiciones para piano y violín. Años más tarde formaría parte de la Agrupación Coral de Elizondo, junto a su creador y amigo Juan Eraso Olaechea, «un hombre lleno de sentimiento además de ser un genio y músico excepcional muy exigente», que desde 1942 hasta su fallecimiento en 2002 supo dirigir magistralmente. Con ella participó en innumerables certámenes europeos, en alguno de los cuales, como el Eisteddfod Internacional (1952), el de folklore y polifonía de Llangollen, en el País de Gales, el Internacional de Polifonía Vocal Clásica, de Roma (1953), y el Certamen Internacional de Masas Corales de Tolosa (1978), la Agrupación obtendría el máximo reconocimiento. Ana Marín tenía una gran afición a la ópera, y se confesaba fiel admiradora de los cantantes líricos Jessye Norman, Fiorenza Cossotto, Luciano Pavarotti y Plácido Domingo, enorgullecida de compartir mutuamente el apellido Embil.

## Obra artística
De su enorme producción pictórica, puesto que su dedicación fue intensa. Se encuentran cuadros suyos en el Museo de Navarra, el Parlamento de Navarra, el Ayuntamiento de Pamplona, el Ayuntamiento de Baztán, en la Universidad de Deusto, de Bilbao, y en colecciones privadas de todo el mundo.
Como señalan algunos medios con ocasión de sus recientes exposiciones,«el universo pictórico de Marín destaca por el uso del color, en el que es patente la influencia de Van Gogh, su pintor predilecto y uno de sus principales referentes». Aunque trazó su propio camino tuvo «siempre en el magín una profundísima veneración por Cézanne y por aquellos locos geniales que, a caballo de dos siglos, labraron y trillaron el fabuloso campo del postimpresionismo.»

No se puede pintar sin color. Me gusta mucho. Jorge Oteiza me vigilaba mucho, estaba siempre encima de mi trabajo para que no dejara de hacer cosas. Fuimos muy amigos, tuvimos una amistad muy espiritual.
Ana Mari Marín.

Los géneros temáticos de sus obras incluyen vendimias, marinas y paisajes en localizaciones muy distintas como los de su propia tierra natal, de forma extraordinaria, pero también de lugar más distantes como La Rioja, País Vasco, Andalucía, San Petersburgo o Londres.
Trabaja tanto el óleo como la acuarela, técnica con la que realiza su aportación más original y demuestra una rotunda maestría. 

## Premios y reconocimientos
- 1956 Primera exposición en Pamplona, en la sala García Castañón.[9]
- 1990, mayo, Semana de Baztán, en San Sebastián.
- 2013 Toda una vida 1955-2013 exposición en la Ciudadela de Pamplona.[9][15][16]